# Кальбіти

Сицилійський емірат на півдні Італії (1000 рік)

Кальбіти (нім. Kalbiten), або Ка́льбійський дім (араб. بني كلب, Banī Kalb) — мусульманська бедуїнська династія, з південноаравійського (єменського) племені кальбітів, що правила Сицилійським еміратом в Х—ХІ ст. Походять від Хасана аль-Кальбі, першого мусульманського правителя Сицилії. Формально підпорядковувалася Фатімідам, які прогнали з Сицилії Аглабідів, але фактично вони були незалежними й часто здійснювали напади на сусідню Калабрію. З часом династія почала занепадати, і Сицилія розділилася на численні дрібні феодальні володіння. 1061 року острів завоювали нормани. Також — аль-Кальбі, Кальбі (пол. الكلبي, al-Kalbī)

## Кальбіти-правителі Сицилії
- Хасан аль-Кальбі (948–954), † 964
- Ахмад ібн Хасан (954–969), син Хасана аль-Кальбі
- Абу аль-Касім (969–982), син Ахмада ібн Хасана
- Джабір аль-Кальбі (982–983)
- Джафар аль-Кальбі (983-985)
- Абд-Аллах аль-Кальбі (985–989)
- Юсуф аль-Кальбі (989–998)
- Джафар аль-Кальбі (998-1019)
- аль-Ахал (1019–1037)
- Абдалла (1037–1040), (Зіріди)

- Хасан ас-Самсам (1040–1053)

## Походження роду
Кальбіти походили з арабського племені Бану Кальб, члени якого часто служили губернаторами, адміністраторами та високопосадовцями в Іфрикії (центральна Північна Африка) протягом періоду Омеядів (бл. 670–750 рр.). Під час правління Аглабідів в Іфрікії (800–909) доля Кальб занепала, оскільки тамтешні правителі віддавали перевагу суперникам племені з групи Кайс-Мудар. Коли Фатіміди завоювали Іфрикію в 909 році, плем'я Кальб, будучи важливою військовою та релігійною опорою для Фатімідів, швидко здобуло високий вплив у новому режимі. До цього часу кальбіти були в союзі з берберами Кутама, опорою армії Фатімідів.

## Сходження династії
У 827 році, в розпал внутрішнього візантійського конфлікту, почалося мусульманське завоювання Сицилії: Аглабіди прибули до Марсали на Сицилії з флотом у 10 000 чоловік під командуванням Асада ібн аль-Фурата. Палермо було завойовано в 831 році і стало новою столицею. Сиракузи впали в 878 р., а в 902 р. був захоплений останній візантійський форпост, Таорміна. У той же час відбулися різноманітні мусульманські вторгнення в південну Італію, з заснуванням нових еміратів у Тропеї, Таранто та Барі. У цей період між мусульманами точилася постійна боротьба за владу. Номінально острів перебував під владою Аглабідів, а потім їхніх наступників Фатімідів.
Зіткнувшись з хаотичною ситуацією, спричиненою повстаннями в Палермо та Агрідженто на Сицилії проти емірів Фатімідів, вони вважали логічним і розумним довірити управління Сицилією тим, чия вірність була доведена поза сумнівом, і хто, крім того, міг зберігати нейтралітет. Таким чином, після успішного придушення повстання фатімідський халіф аль-Мансур призначив аль-Хасана аль-Кальбі (948–953) еміром Сицилії, першим з династії Кальбітів, перш ніж Фатіміди перенесли свою столицю з Іфрикії до Каїра в 969 році. 
Нова політика Фатімідів призвела до зародження напівнезалежної династії Калтбітів, яка майже століття правила від імені Фатімідів Сицилією, маючи значну автономію. Алі бін Алі аль-Кальбі, один із перших династів родини та зять Саліма бін Абі Рашида, тодішнього губернатора Сицилії Фатімідів з 917 по 936, загинув під час облоги Агрідженто в 938. Його син Хасан ібн Алі аль-Калбі, який відзначився в кампаніях Імама аль-Каїма та Імама аль-Мансура проти Абу Язіда, був першим з наступних правителей Кальбітів на Сицилії, свого роду в спадковому еміраті під керівництвом Фатімідів, який проіснував до середини XI ст.
На Сицилії Хасан бін Алі аль-Кальбі припинив внутрішні повстання та відновив мир. Він також зміцнив свою армію, змусивши візантійського імператора відновити виплату данини Фатімідам. Після смерті аль-Мансура в 952 році Хасан бін Алі повернувся до Мандурії, залишивши управління островом у руках свого сина Ахмада бін Хасана (953-969), другого кальбітського губернатора Сицилії.
Набіги на південь Італії тривали під керівництвом Кальбітів до XI століття, а в 982 році німецька армія під проводом Оттона II була розгромлена Абу аль-Касімом у битві при Стіло біля Кротоне в Калабрії. 

## Занепад династії
Династія почала стійкий період занепаду з еміратом Юсуфа аль-Калбі (990-998), який довірив острів своїм синам і створив простір для втручання з боку Зірідів Іфрікії. Під час аль-Ахала (1017–1037) династичний конфлікт посилився, угруповання по-різному об’єднувалися з Візантією та Зірідами. Незважаючи на те, що жодна з цих держав не змогла назавжди закріпитися на Сицилії, за правління Хасана ас-Самсама (1040–1053) острів роздробився на невеликі володіння. Хасан, званий аль-Самсан (431-445/1040-1053) був останнім кальбітським намісником Сицилії. 
Кальбіти вимерли в 1053 році, а в 1061 році нормани південної Італії прибули під керівництвом Роджера I і почали своє завоювання, Нормандський граф Роджер захопив Мессіну в 1060 році, а Палермо, столиця острова, перейшов до них у 1072 році. Нормани також зайняли Сиракузи в 1085 році, а до 1091 року весь острів перейшов у володіння норманів. Це був кінець мусульманського панування на Сицилії. Мусульманам дозволили залишитися, і вони відігравали важливу роль в адміністрації, армії та економіці Нормандського королівства до 12 ст. 

## Розвиток культури за часи правління Кальбітів
Епоха Кальбітів була одним із найуспішніших періодів в історії мусульманської Сицилії. Острів розвинув важливу торгівлю і відіграв важливу роль у передачі ісламської культури в Європу. На Сицилії також були побудовані школи, коледжі, мечеті та лікарні, розвивалося сільське господарство та створювалися нові галузі промисловості. Цікаво відзначити, що медичний заклад Палермо був набагато кращим, ніж у Багдаді та Кордові. Відповідно до «Енциклопедії світового мистецтва» (Рим, 1958, 12-й том, стор. 459), «найдавніші зразки шовкового ткацтва походять з південної Італії, зокрема Сицилії, де перші ткацькі верстати, ймовірно, ввели в експлуатацію сарацини в 9 столітті».
Мистецтво Фатімідів, безсумнівно, вплинуло на італійців через Сицилію і залишило багато слідів. Кілька важливих виробів із золота та срібла, розкиданих на півдні Італії, належали Фатімідам. Вироби цієї майстерні характеризуються особливою технікою філігранної роботи, розташованої у вигляді спіралей або вермикулованих візерунків, і простими орнаментованими емалями у фатімідському стилі. Згідно з «Енциклопедією світового мистецтва» (Рим, 1958, 12-й том, стор. 459), «вплив мистецтва Фатимідів видно у двох левах, кожен з яких пожирає верблюда, які повністю покривають мантію Роджера II (1095 р.). -1154) майже так, ніби це була половина величезної кулі. Леви розділені дуже стилізованою пальметою. Також у Фатімідів пальмети прикрашають краї рукавів і край далматики. До цього додається явно ісламський мотив орнаментальних шрифтів - у цьому випадку літер Наскі, які елегантно переливаються, утворюючи рамку».
Слід зазначити, що магнітний інструмент, який вказував напрямок, був відомий як qutb-numa (морський компас), який вперше став використовуватися мореплавцями Середземного моря від Сицилії до Александрії. Ідрісі (1100-1154), який склав свій географічний трактат на Сицилії, однак, як повідомляється, зробив найдавніший опис морського компаса. Єгиптяни називали це самія, оскільки їхні терміни відрізнялися від термінів мореплавців у відкритому морі. Безсумнівно, що європейці були зобов'язані мусульманам морським компасом, який ті знали, швидше за все, ще з 5 століття.